# Слободан Поповић (атлетичар)
Слободан Поповић (рођен 28. септембра 1962 . у Инђији) је некадашњи атлетски репрезентативац Југославије и актуелни рекордер Србије у трчању на 800 метара. Представљао је Југославију на Летњим олимпијским играма 1988. и на Летњим олимпијским играма 1992. Освојио је златну медаљу у трчању на 800 метара на Универзијади у Загребу 1987. године.

## Међународна такмичења
| Година                         | Такмичење                      | Место                                   | Позиција                       | Дисциплина                     | Резултат                       | Белешка                        |
| Представљајући СФР Југославија | Представљајући СФР Југославија | Представљајући СФР Југославија          | Представљајући СФР Југославија | Представљајући СФР Југославија | Представљајући СФР Југославија | Представљајући СФР Југославија |
| ------------------------------ | ------------------------------ | --------------------------------------- | ------------------------------ | ------------------------------ | ------------------------------ | ------------------------------ |
| 1985.                          | Европско првенство у дворани   | Пиреј, Грчка                            | 10.                            | 800 м                          | 1:51,35                        |                                |
| 1985.                          | Универзијада                   | Кобе, Јапан                             | 13.                            | 400 м                          | 46,74                          |                                |
| 1985.                          | Универзијада                   | Кобе, Јапан                             | 6.                             | 800 м                          | 1:46,09                        |                                |
| 1986.                          | Европско првенство             | Штутгарт, Западна Немачка               | 19.                            | 800 м                          | 1:48,68                        |                                |
| 1986.                          | Европско првенство             | Штутгарт, Западна Немачка               | 7.                             | 4 × 400 м штафета              | 3:05,27                        |                                |
| 1987.                          | Европско првенство у дворани   | Левин, Француска                        | 16.                            | 800 м                          | 1:52,51                        |                                |
| 1987.                          | Светско првенство у дворани    | Индијанаполис,Сједињене Америчке Државе | 5.                             | 800 м                          | 1:48,07                        |                                |
| 1987.                          | Универзијада                   | Загреб, СФР Југославија                 | 1.                             | 800 м                          | 1:46,13                        |                                |
| 1987.                          | Универзијада                   | Загреб, СФР Југославија                 | 2.                             | 4 × 400 м штафета              | 3:03,95                        |                                |
| 1987.                          | Светско првенство              | Рим, Италија                            | 7.                             | 800 м                          | 1:45,07                        |                                |
| 1987.                          | Светско првенство              | Рим, Италија                            | 10.                            | 4 × 400 м штафета              | 3:03,30                        |                                |
| 1988.                          | Европско првенство у дворани   | Будимпешта, Мађарска                    | 5.                             | 800 м                          | 1:50,02                        |                                |
| 1988.                          | Олимпијске игре                | Сеул, Јужна Кореја                      | 10.                            | 800 м                          | 1:45,11                        |                                |
| 1988.                          | Олимпијске игре                | Сеул, Јужна Кореја                      | 5.                             | 4 × 400 м штафета              | 3:01,59                        |                                |
| 1990.                          | Европско првенство у дворани   | Глазгов, Уједињено Краљевство           | 7.                             | 800 м                          | 1:50,50                        |                                |
| 1990.                          | Европско првенство             | Сплит, СФР Југославија                  | 5.                             | 800 м                          | 1:45,90                        |                                |
| 1990.                          | Европско првенство             | Сплит, СФР Југославија                  | 5.                             | 4 × 400 м штафета              | 3:02,46                        |                                |
| 1991.                          | Светско првенство              | Токио, Јапан                            | 12.                            | 800 м                          | 1:46,89                        |                                |
| Као независан такмичар         |                                |                                         |                                |                                |                                |                                |
| 1992.                          | Олимпијске игре                | Барселона, Шпанија                      | 34.                            | 800 м                          | 1:49,69                        |                                |
| Представљајући СР Југославија  |                                |                                         |                                |                                |                                |                                |
| 1994.                          | Европско првенство             | Хелсинки, Финска                        | 14.                            | 800 м                          | 1:48,85                        |                                |

## Лични рекорди
На отвореном
- 400 метара – 46,49 (Сарајево 1987)
- 800 метара – 1:44,75 (Линц 1988) НР
- 1000 метара – 2:18,88 (Лондон 1989) НР
- 4 x 400 метара штафета – 3:01,59 (Сеул 1988)

У дворани
- 400 метара – 47,14 (Будимпешта 1988)
- 800 метара – 1:46,44 (Торино 1988) НР